# Oeladzimir Hantsjaryk
Oeladzimir Ivanavitsj Hantsjaryk (Wit-Russisch: Уладзімір Іванавіч Ганчарык) of ook wel Vladimir Gontsjarik (nabij Logojsk, 29 april 1940) is een Wit-Russische politicus en planeconoom. Hij is de leider van de liberaal-democraten en als zodanig van de oppositie.
Hantsjaryk studeerde af in 1961 aan het Instituut voor Nationale Economie van Wit-Rusland. Na zijn studie werkte hij bij een staatsboerderij in de regio rondom Ljoeban als econoom en later als hoofd boekhouding.
In 1965 werd hij secretaris van de jongerenafdeling van de Communistische Partij van het districtscomité van de regio Ljoeban en hij vervolgde zijn carrière in de partij tot 1986, toen hij voorzitter werd van de Wit-Russische Federatie van Handelsverbonden. Hantsjaryk was afgevaardigde van de Opperste Sovjet van de Sovjet-Unie en van de 13e Opperste Sovjet van Wit-Rusland, totdat Aleksandr Loekasjenko het parlement ontbond via een constitutioneel referendum in november 1996.
Oeladzimir Hantsjaryk deed in 2001 een greep naar het presidentschap, maar verloor van zijn tegenstander en zittend president Aleksandr Loekasjenko. De Raad van Europa en de OVSE hadden grote kritiek op het verloop van de verkiezingen. Aan de andere kant had de Amerikaanse regering pogingen ondernomen de verkiezingen in Wit-Rusland te beïnvloeden door een anti-Loekasjenka-campagne op te zetten. Dit gebeurde onder uitvoering van de ambassadeur van de Verenigde Staten in Wit-Rusland, Michael Kozak, en met financiering door het Amerikaanse Ministerie van Buitenlandse Zaken, het National Democratic Institute, USAID, het International Republican Institute en het Open Society Institute. Kozaks interventie bestond voornamelijk uit het organiseren van de studentenbeweging Zoebr.